# بوبي بوندز
بوبي بوندز (بالإنجليزية: Bobby Bonds)‏ هو لاعب كرة قاعدة أمريكي، ولد في 15 مارس 1946 في ريفرسايد في الولايات المتحدة، وتوفي في 23 أغسطس 2003 في سان كارلوس في الولايات المتحدة بسبب سرطان الرئة.

## وصلات خارجية
- بوبي بوندز على موقع دوري كرة القاعدة الرئيسي (الإنجليزية)
- بوبي بوندز على موقعبيزبول رفرنس.كوم (الدوري الرئيسي) (الإنجليزية)
- بوبي بوندز على موقعبيزبول رفرنس.كوم (الدوري الثانوي) (الإنجليزية)
- بوبي بوندز على موقع إي إس بي إن.كوم (أم.أل.بي) (الإنجليزية)
- بوبي بوندز على موقع مشجعي الرسوم البيانية (الإنجليزية)
- بوبي بوندز على موقع إن إن دي بي (الإنجليزية)